# Dino Ciccarelli
Dino Ciccarelli (* 8. února 1960, Sarnia) je bývalý kanadský hokejový útočník, který odehral 19 sezón v NHL. Postupně v NHL vystřídal 5 klubů. Celkem odehrál v základní části 1232 zápasů v nichž dosáhl 1200 bodů. Dalších 141 zápasů odehrál v play off a dosáhl v nich 118 bodů. Nikdy se mu však nepodařilo získat Stanley Cup.
S kanadskou reprezentací se zúčastnil mistrovství světa v roce 1982 a 1987. V roce 1982 získal bronzovou medaili.

## Ocenění a úspěchy
- 1978 OMJHL - Druhý All-Star Tým
- 1978 OMJHL - Jim Mahon Memorial Trophy
- 1982 NHL - All-Star Game
- 1983 NHL - All-Star Game
- 1989 NHL - All-Star Game
- 1997 NHL - All-Star Game
- 2011 Hokejová síň slávy

## Prvenství
- Debut v NHL - 13. prosince 1980 (Minnesota North Stars proti Winnipeg Jets)
- První asistence v NHL - 7. února 1981 (New York Islanders proti Minnesota North Stars)
- První gól v NHL - 7. února 1981 (New York Islanders proti Minnesota North Stars, americkému brankáři Glenn Resch)
- První hattrick v NHL - 22. března 1981 (Minnesota North Stars proti Detroit Red Wings)

## Klubová statistika
| Sezóna       | Klub                  | Soutěž       |       | Základní část | Základní část | Základní část | Základní část | Základní část |    | Play off | Play off | Play off | Play off | Play off |
| Sezóna       | Klub                  | Soutěž       | Z     | G             | A             | B             | TM            | Z             | G  | A        | B        | TM       |          |          |
| 1975–76      | Sarnia Bees           | WOHL         | 40    | 45            | 43            | 88            | —             | —             | —  | —        | —        | —        |          |          |
| 1976–77      | London Knights        | OMJHL        | 66    | 39            | 43            | 82            | 45            | 20            | 11 | 13       | 24       | 14       |          |          |
| 1977–78      | London Knights        | OMJHL        | 68    | 72            | 70            | 142           | 49            | 9             | 6  | 10       | 16       | 6        |          |          |
| 1978–79      | London Knights        | OMJHL        | 30    | 8             | 11            | 19            | 35            | 7             | 3  | 5        | 8        | 0        |          |          |
| 1979–80      | London Knights        | OMJHL        | 62    | 50            | 53            | 103           | 72            | 5             | 2  | 6        | 8        | 15       |          |          |
| 1979–80      | Oklahoma City Stars   | CHL          | 6     | 3             | 2             | 5             | 0             | —             | —  | —        | —        | —        |          |          |
| 1980–81      | Oklahoma City Stars   | CHL          | 48    | 32            | 25            | 57            | 45            | —             | —  | —        | —        | —        |          |          |
| 1980–81      | Minnesota North Stars | NHL          | 32    | 18            | 12            | 30            | 29            | 19            | 14 | 7        | 21       | 25       |          |          |
| 1981–82      | Minnesota North Stars | NHL          | 76    | 55            | 51            | 106           | 138           | 4             | 3  | 1        | 4        | 2        |          |          |
| 1982–83      | Minnesota North Stars | NHL          | 77    | 37            | 38            | 75            | 94            | 9             | 4  | 6        | 10       | 11       |          |          |
| 1983–84      | Minnesota North Stars | NHL          | 79    | 38            | 33            | 71            | 58            | 16            | 4  | 5        | 9        | 27       |          |          |
| 1984–85      | Minnesota North Stars | NHL          | 51    | 15            | 17            | 32            | 41            | 9             | 3  | 3        | 6        | 8        |          |          |
| 1985–86      | Minnesota North Stars | NHL          | 75    | 44            | 45            | 89            | 51            | 5             | 0  | 1        | 1        | 6        |          |          |
| 1986–87      | Minnesota North Stars | NHL          | 80    | 52            | 51            | 103           | 88            | —             | —  | —        | —        | —        |          |          |
| 1987–88      | Minnesota North Stars | NHL          | 67    | 41            | 45            | 86            | 79            | —             | —  | —        | —        | —        |          |          |
| 1988–89      | Minnesota North Stars | NHL          | 65    | 32            | 27            | 59            | 64            | —             | —  | —        | —        | —        |          |          |
| 1988–89      | Washington Capitals   | NHL          | 11    | 12            | 3             | 15            | 12            | 6             | 3  | 3        | 6        | 12       |          |          |
| 1989–90      | Washington Capitals   | NHL          | 80    | 41            | 38            | 79            | 122           | 8             | 8  | 3        | 11       | 6        |          |          |
| 1990–91      | Washington Capitals   | NHL          | 54    | 21            | 18            | 39            | 66            | 11            | 5  | 4        | 9        | 22       |          |          |
| 1991–92      | Washington Capitals   | NHL          | 78    | 38            | 38            | 76            | 78            | 7             | 5  | 4        | 9        | 14       |          |          |
| 1992–93      | Detroit Red Wings     | NHL          | 82    | 41            | 56            | 97            | 81            | 7             | 4  | 2        | 6        | 16       |          |          |
| 1993–94      | Detroit Red Wings     | NHL          | 66    | 28            | 29            | 57            | 73            | 7             | 5  | 2        | 7        | 14       |          |          |
| 1994–95      | Detroit Red Wings     | NHL          | 42    | 16            | 27            | 43            | 39            | 16            | 9  | 2        | 11       | 22       |          |          |
| 1995–96      | Detroit Red Wings     | NHL          | 64    | 22            | 21            | 43            | 99            | 17            | 6  | 2        | 8        | 26       |          |          |
| 1996–97      | Tampa Bay Lightning   | NHL          | 77    | 35            | 25            | 60            | 116           | —             | —  | —        | —        | —        |          |          |
| 1997–98      | Tampa Bay Lightning   | NHL          | 34    | 11            | 6             | 17            | 42            | —             | —  | —        | —        | —        |          |          |
| 1997–98      | Florida Panthers      | NHL          | 28    | 5             | 11            | 16            | 28            | —             | —  | —        | —        | —        |          |          |
| 1998–99      | Florida Panthers      | NHL          | 14    | 6             | 1             | 7             | 27            | —             | —  | —        | —        | —        |          |          |
| Celkem v NHL | Celkem v NHL          | Celkem v NHL | 1,232 | 608           | 592           | 1,200         | 1,425         | 141           | 73 | 45       | 118      | 211      |          |          |

## Reprezentace
| Rok                       | Tým                       | Soutěž                    | Z  | G | A | B | TM |
| ------------------------- | ------------------------- | ------------------------- | -- | - | - | - | -- |
| 1980                      | Kanada 20                 | MSJ                       | 5  | 5 | 1 | 6 | 2  |
| 1982                      | Kanada                    | MS                        | 9  | 2 | 1 | 3 | 0  |
| 1987                      | Kanada                    | MS                        | 10 | 4 | 2 | 6 | 2  |
| Juniorská kariéra celkově | Juniorská kariéra celkově | Juniorská kariéra celkově | 5  | 5 | 1 | 6 | 2  |
| Seniorská kariéra celkově | Seniorská kariéra celkově | Seniorská kariéra celkově | 19 | 6 | 3 | 9 | 2  |